# Skovbøl (Store Vi)
Skovbøl (dansk) eller Schobüll (tysk) er en landsby beliggende midtvejs mellem Sillerup i syd og Store Vi i nord tæt på Lindved Skov i det nordlige Sydslesvig. Administrativt hører landsbyen under Store Vi Kommune i Slesvig-Flensborg kreds i den nordtyske delstat Slesvig-Holsten. Skovbøl udgjorde en selvstændig kommune indtil kommunalreformen 1970, hvor den blev indlemmet i Store Vi. I kirkelig henseende hører landsbyen til Store Vi Sogn. Sognet lå i Vis Herred (Flensborg Amt, Slesvig), da området tilhørte Danmark. Nærliggende landsbyer er Lyngvrå, Store Vi med Skovbølhuse, Vanderup, Okslund, Sillerup og Lindved. Grænsen til den nord for byen beliggende Skovbølhuse markerede Østerbækken.
Skovbøl er første gang nævnt 1493 (Rep. dipl.). På jysk udtales bynavnet Skofel. Forleddet er glda. skōgh svarende til oldn. skōgr. Skovbølhuse er første gang nævnt 1452. På jysk udtales navnet Skofelhuus. Efterleddet i Skovbølhuse mener befæstet hus. Skriveformerne viser, at efterleddet står i pluralis.